# Girolamo Romanino
Girolamo Romanino (Romani), også Girolamo Bresciano (Hieronymus Rumanus de Brixia) (født ca. 1485 i Brescia, død 1566 i samme by) var en italiensk maler.
Han var elev af Stefano Rizzo (?) og Floriano Ferramola i sin fødeby, hvor hans hovedvirksomhed faldt, medens han kortere tid var beskæftiget i Padova, Cremona og Trient. Mere indflydelse på Romaninos udvikling end den hjemlige skole fik venetiansk malerkunst (allerede gennem hans bysbarn Savoldo), særlig Giorgione. Fra denne påvirkning har Romanino sin kraftige, glødende farve, sin store og fyldige form, sin overlegne brede behandling; hans værker skæmmes dog ikke sjældent af en vis overfladisk flothed og ujævn løshed i gennemførelsen. Hovedværker er de pragtfulde ungdomsarbejder: Alterbillederne til San Francesco i Brescia (1511) og Santa Giustina i Padova (1513, nu i Galeria smst.), begge fremstillinger af Madonna med Hellige, i deres dybe gyldne farvepragt på højde med den mest fremragende venetianske malerkunst. Betydelige og mægtigt virkende er hans fresker i Cremonas Domkirke (1519-20), fire scener af Kristi Lidelseshistorie, og de to fresker (i Galeria Martinengo, Brescia) med Kristus i Emmaus og Magdalene vaskende Kristi fødder, ligesom de sammen med Moretto udførte fresker i Corpus-Domini-kapellet i San Giovanni Evangelista smst. I disse værker såvel som i flere samtidige alterbilleder (Sposalizio i det foran nævnte kapel og Korsnedtagelsen i Galeria Martinengo) hersker endnu den glødende venetianske kolorit. Men i sine senere arbejder søgte Romanino den lyse, sølvagtige, fine perlegrå tone, som optaget af Moretto blev Brescianer-skolens særeje. Af disse senere værker fremhæves Tronende Madonna m.m. i Galeria i Padova, Mariæ Himmelfart i Sant'Alessandro i (Bergamo og Kristi Fødsel og Pietà i Galeria Martinengo, hvor sammesteds to mandlige portrætter viser Romanino som en virkningsfuld portrætmaler. Endelig skal af hans mere dekorative arbejder nævnes freskerne i det biskoppelige slot i Trient og de historisk interessante fresker i slottet Malpaga ved Bergamo, der forestiller den danske kong Christian I's besøg hos Bartolomeo Colleoni (smlg. C.E. Reventlow, Freskerne paa Slottet Malpaga [København 1903]). Uden for Italien findes betydelige billeder af Romanino i samlingerne i Berlin og London.